# Hans von Arnim

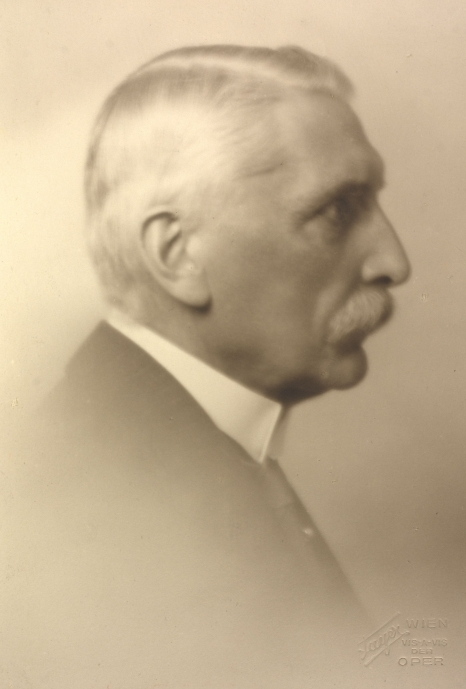
Hans von Arnim in 1927

Hans Friedrich August von Arnim (Uckermark (Brandenburg), 14 september 1859 - Wenen, 26 mei 1931) was een Duits classicus, vooral bekend vanwege zijn uitgave van de fragmenten der oude Stoïcijnen.

## Leven en werk
Von Arnim doorliep het Wilhelmsgymnasium te Berlijn, en begon in diezelfde stad in 1877 aan een rechtenstudie. Al snel switchte hij naar de klassieke filologie, eerst in Heidelberg bij Curt Wachsmuth, daarna in Greifswald bij Ulrich von Wilamowitz-Moellendorff, bij wie hij in 1882 promoveerde op Euripides. In 1888 voltooide hij in Halle zijn tweede promotie (Habilitationsschrift) over Philo.
Von Arnim is enige jaren leraar geweest, voordat hij in 1892 hoogleraar in Rostock werd. In 1900 betrad hij als opvolger van Theodor Gomperz de leerstoel voor Griekse filologie in Wenen. In 1914 werd hij hoogleraar in Frankfurt; in 1921 keerde hij terug naar Wenen, waar hij in functie bleef tot september 1930.
De aanzet tot de uitgave van de fragmenten van de oude Stoïcijnen werd von Arnim in 1886 gegeven door Hermann Usener, die hem suggereerde de overgebleven fragmenten van het werk van Chrysippus te verzamelen. Dit vormde de basis voor deel II en III van de uitgave, getiteld: Stoicorum Veterum Fragmenta, veelal aangeduid als SVF. Voor deel I (Zeno en Cleanthes) bouwde von Arnim voort op het werk van anderen: Curt Wachsmuth, Eduard Wellmann en A.C. Pearson. De originele werken van deze Stoïcijnen zijn verloren gegaan, dus het verzamelen van alle citaten van deze filosofen die bij latere Griekse en Latijnse auteurs te vinden zijn is het enige middel dat wij hebben voor de reconstructie van hun filosofie.
De laatste jaren van zijn leven heeft von Arnim zich veel beziggehouden met de ethiek van Aristoteles.